# Egaña (Buenos Aires)
Egaña es una localidad del partido de Rauch, al sudeste de la provincia de Buenos Aires, Argentina.
Egaña solía ser un pueblo conocido por su pequeña estación ferroviaria. Allí llegaban los pasajeros a bordo del tren que unía Las Flores con Tandil. Hoy en la estación, sólo hay dos bancos de plaza que aguardan la llegada del tren de carga dos veces por semana. La localidad cuenta con una sala de atención de la salud, una escuela primaria, una capilla, un club social y deportivo y un almacén que supo hospedar visitantes y brindar servicio de comidas. También hay 2 frontones de pelota paleta, lo que indica la fuerte ascendencia vasca de sus pobladores.

## Toponimia
Egaña recibe su nombre de Andrés Egaña, estanciero de la zona y donante de los terrenos para la construcción de la estación ferroviaria de la localidad.

## Ubicación
Egaña se encuentra a 20 km de Rauch y se ubica sobre las vías del Ferrocarril General Roca en el ramal entre Las Flores y Tandil contando con su estación homónima.

## Población
Durante los censos nacionales del INDEC de 2001 y 2010 fue considerada como población rural dispersa.